# Gessnerallee
Die Gessnerallee ist eine ungefähr 630 Meter lange Strasse am Rande der Zürcher Altstadt, die von der Sihlbrücke am rechten Ufer der Sihl bis zur Postbrücke beim Hauptbahnhof verläuft. Die Strasse ist nach Salomon Gessner benannt.

## Verlauf, Verkehr und Bebauung
Die Einbahnstrasse ist eine wichtige Verkehrsachse in der Innenstadt, die den Verkehr von Nordosten in den Südwesten Zürichs leitet. Die Fahrtrichtung läuft entgegen der Richtung der Hausnummern.
Der Verkehr biegt bei der Postbrücke auf der Südseite des Hauptbahnhofs vom Bahnhofplatz kommend in die Gessnerallee ein. Bei der Kreuzung mit der Usteristrasse/Gessnerbrücke wird der Schanzengraben überquert. Zudem kreuzt der von Süden kommende Verkehr in Richtung Bahnhof, der zuvor auf dem anderen Sihlufer ums Stadtzentrum rollte. In der Folge wird das Areal der Alten Kaserne passiert. Die ehemaligen Stallungen sind heute ein Zentrum der Theaterszene mit dem Theaterhaus Gessnerallee und dem Departement Darstellende Künste und Film der Zürcher Hochschule der Künste. Zudem sind hier Gastronomiebetriebe untergebracht. Unter der Strasse befindet sich das Parkhaus City Parking.
An der Kreuzung Sihlstrasse findet die Gessnerallee in der Selnaustrasse ihre Fortsetzung nach Süden. Der Verkehr kann zudem nach Westen zur Sihlbrücke und nach Osten zur Sihlporte abbiegen.

## Geschichte
Die Gessnerallee verlief vor dem Bau des Hauptbahnhofs von der Sihlbrücke am Schützenplatz auf dem Platzspitz vorbei bis zu einem kleinen Platz an der Limmat, wo die Strasse auf eine Allee entlang der Limmat traf. Für Salomon Gessner wurde 1793 nach seinem Tod ein Denkmal im Platzspitz aufgestellt, das nahe dem Verlauf der alten Strasse stand.
Nach der Eröffnung des unterirdischen Parkhauses im Kasernenareal wurde im Jahr 2004 das 1972 errichtete Parkdeck über der Sihl abgebaut.
2006 vergab die Stadt einem Platz an der Gessnerallee bei der Usteribrücke den Namen Judith-Gessner-Platz zu Ehren seiner Frau Judith Gessner-Heidegger. Das gegenüberliegende Sihlufer trägt den Namen Sigi-Feigel-Terrasse. 